# Antoigny
Antoigny era una comuna francesa situada en el departamento de Orne, de la región de Normandía, que el 1 de enero de 2016 pasó a ser una comuna delegada de la comuna nueva de La Ferté-Macé al fusionarse con la comuna de  La Ferté-Macé.

## Demografía
| Gráfica de evolución demográfica de Antoigny entre 1800 y 2014 |
|                                                                |

Los datos demográficos contemplados en este gráfico de la comuna de Antoigny se han cogido de 1800 a 1999 de la página francesa EHESS/Cassini, y los demás datos de la página del INSEE.